# Lijst van rijksmonumenten in De Heurne
De plaats De Heurne telt 8 inschrijvingen in het rijksmonumentenregister. Hieronder een overzicht.
| Object                    | Oorspronkelijke functie?  | Bouwjaar            | Architect | Locatie            | Coördinaten?                  | Nr.?   | Afbeelding              |
| ------------------------- | ------------------------- | ------------------- | --------- | ------------------ | ----------------------------- | ------ | ----------------------- |
| Boerderij met schuur      | Boerderij                 | 1805                |           | Nijmansdijk 7      | 51° 53' 40" NB, 6° 29' 57" OL | 12918  | Boerderij met schuur    |
| Boerderij met schuur      | Boerderij                 | 1786                |           | Ovinkveld 4        | 51° 53' 26" NB, 6° 30' 7" OL  | 12919  | Meer afbeeldingen       |
| Boerderij met schuur      | Boerderij                 | ca. 1800            |           | Teubenweg 1        | 51° 53' 48" NB, 6° 31' 2" OL  | 12923  | Boerderij met schuur    |
| Teunismolen               | Industrie- en poldermolen | 1822                |           | Teunismolenweg 4   | 51° 54' 7" NB, 6° 30' 13" OL  | 12924  | Meer afbeeldingen       |
| De Welsker: T-Boerderij   | Boerderij                 | 1825                |           | Spekkendijk 26     | 51° 53' 8" NB, 6° 29' 55" OL  | 514596 | De Welsker: T-Boerderij |
| De Welsker: varkensschuur | Boerderij                 | ca. 1933            |           | Spekkendijk bij 26 | 51° 53' 8" NB, 6° 29' 55" OL  | 514597 | Upload foto             |
| De Welsker: veeschuur     | Boerderij                 | 1825                |           | Spekkendijk bij 26 | 51° 53' 8" NB, 6° 29' 55" OL  | 514598 | Upload foto             |
| Maalderij met winkel      | Industrie                 | tussen 1900 en 1930 |           | Gelkinkweg 3       | 51° 53' 25" NB, 6° 30' 35" OL | 514599 | Maalderij met winkel    |